# Озмидов, Максим Николаевич
Максим Николаевич Озмидов (нем. Max von Osmidoff, 11 мая 1879 года, Магдебург, Германия — 29 марта 1952 года, Кобленц, ФРГ) — рижский архитектор, инженер, проектировщик доходных домов.

## Семья
Родился в Магдебурге в интеллектуальной семье с классическими академическими традициями, получил хорошее семейное образование. Его отец — известный в России академический деятель, исследователь в области электротехнического приборостроения Николай Максимович Озмидов, который в 1884 году занял должность профессора Рижского политехнического училища. В 1915 году учебное заведение было эвакуировано в Россию и на его базе в 1918 году был создан Иваново-Вознесенский политехнический институт, в организации которого он принял непосредственное участие. Николай Максимович Озмидов входил в состав русской студенческой корпорации «Fraternitas Arctica». Мать Максима Озмидова была гражданкой Швейцарии французского происхождения — Армида Павлина Анн. Она происходила из семьи Доре и являлась родственницей известного французского гравёра и художника Гюстава Доре. Именно благодаря матери в Максиме Озмидове развились способности к художественному творчеству.

## Рижские проекты
Родители будущего архитектора переехали в Ригу в 1880 году. В 1900 году М. Н. Озмидов окончил Рижскую городскую гимназию и поступил в Рижский политехнический институт, в который было преобразовано политехническое училище, где преподавал его отец. Окончил факультет архитектуры в 1908 году. Этот год был чрезвычайно плодотворен на строительство доходных домов для широких слоёв городского населения в концепции национального романтизма. Впрочем, молодой человек решил пойти по стопам отца и отправился в Штутгарт, где прошёл практику в архитектурном бюро, где когда-то работал и его отец. Через год молодой выпускник РПИ вернулся в Россию и сразу получил первые заказы на проектирование жилья в центре Риги. В это время по распоряжению губернских властей был объявлен конкурс на строительство здания Третьего городского (латышского) театра, в котором принял участие и Озмидов. Его проект был признан лучшим сперва по итогам открытого конкурса, который состоялся в 1909 году, так и по итогам закрытого конкурса, прошедшего уже в 1911 году; Озмидов получил первую премию. К сожалению, в связи со скорым началом военных действий Первой мировой войны строительство латышского театра в Риге так и не было осуществлено. Также М. Н. Озмидов в 1910 году получил первую премию за проект банка Рижского 4-го кредитного общества, в 1912 году за проект банка Рижского 1-го кредитного общества.
К 1912 году в связи с аварийным состоянием здания, в котором размещалось Немецкое стрелковое общество (в современном парке Кронвалда) было принято решение о строительстве нового здания для клуба. В конкурсе участвовали многие известные рижские архитекторы, но победу одержал Максим Николаевич Озмидов, который также являлся членом этого общества. Этот проект в связи с наступлением войны тоже не удалось реализовать.
Макс Озмидов является автором ряда рижских доходных домов в стиле рационального модерна, например, на улице Бривибас 72 (1909) и Бривибас 70 (1911). В связи с началом боевых действий и активным продвижением кайзеровской оккупационной армии к Риге Максим Николаевич Озмидов эвакуировался в Воронеж, откуда вернулся уже в парламентскую Латвию в начале 1920-х годов, где продолжил свою архитектурную деятельность. В 1924 году он спроектировал жилой дом по улице Смилшу 28/30 совместно с архитектором Н. Герцбергом. В 1926 году по его проекту были построены дома 33 и 35 на улице Авоту. Другие важные его работы в этот период: дом на проспекте Висбияс, 27 в Межапарке (1927 год); здание по улице Гертрудес, 55 (1928 год); жилой дом на улице Сколас, 9 (1930 год); здание на улице Эзермалас, 61 (1934 год).
В 1941 году репатриировался в Германию.